# Nongfeng
Die „Großgemeinde Nongfeng der Manju und Xibe“ (chinesisch 农丰满族锡伯族镇, Pinyin Nóngfēng Mǎnzú Xībózú Zhèn) ist eine Nationalitätengemeinde der kreisfreien Stadt Shuangcheng, die zum Verwaltungsgebiet der Unterprovinzstadt Harbin in der nordostchinesischen Provinz Heilongjiang gehört. Die Gemeinde hat eine Fläche von 124,3 km² und 20.827 Einwohner (Stand: Zensus 2010). Sie liegt im Nordwesten Shuangchengs. Die südtungusischen Völker der Manju und Xibe stellen gut 34,5 % der Einwohner Dongfengs. Die Landwirtschaft wird vom Anbau von Mais, Soja, Reis und Flachs dominiert.

## Administrative Gliederung
Bacha setzt sich aus vier Dörfern zusammen. Diese sind:
- Dorf Nongfeng (农丰村), Zentrum, Sitz der Gemeinderegierung;
- Dorf Baosheng (保胜村);
- Dorf Baoshou (保收村);
- Dorf Jinbu (进步村);
- Dorf Renli (仁利村);
- Dorf Shuangli der Manju und Xibe (双利满族锡伯族村);
- Dorf Tianmao (田茂村);
- Dorf Xingcheng (兴城村);
- Dorf Yongjiu (永久村).